# Кирил Петров (радиоводещ)
Вижте пояснителната страница за други личности с името Кирил Петров.
Кирил Иванов Петров е актьор и радиоводещ. Като дете участва в 13 филма, като най-известната му роля е на малкия Кирчо от българския хитов филм „С деца на море“. По-късно е водещ в сутрешното радиошоу на радио Витоша – „Тройка на разсъмване", заедно с Милена Златкова и Тодор Милиев.

## Биография
Роден е на 16 юли 1964 г. в Пловдив. Живее и работи в София. Внук по майчина линия на невролога д-р Михаил Миладинов – потомък на братя Миладинови. Женен, с две деца. От 1970 до 1978 г. се снима като дете-актьор в 13 български и чуждестранни игрални и телевизионни филми. През 1982 г. завършва средното си образование в 35 ГРЕ „Добри Войников“ – София. В периода 1982 – 1984 г. отбива военната си служба в школа за запасни офицери. Между 1984 и 1989 г. учи в СУ „Св. Климент Охридски“, дипломира се със специалност „българска филология“. Специализира диалектология. Между 1989 и 1992 г. е преподавател по бълг. език и литература, и английски език – в 92-ро СОУ – гр. София.

## Къщи без огради 1973
- Таралежите се раждат без бодли – епизод „Подаръкът“, в ролята на Кирчо
- С деца на море – Кирчо
- Татул (1972)
- Еоломея – копродукция на България, ГДР и СССР
- Като песен
- Баща ми бояджията (1974) – малкият Коста
- Сиромашко лято
- Къщи без огради (1974) - Мишо
- Трини – копродукция на ГДР и България, в ролята на Алберто
- Записки по българските въстания (филм) – в епизод 1, малкият Иванчо
- Роден с призвание – тв новела на БНТ
- Формула 10 – тв новела на БНТ
- Талисман (филм)

## Журналистическа кариера
- От 1988 до 1992 г. Кирил Петров е сътрудник в Българско национално радио в предаванията Дела и документи, Семейна събота и др., като прави репортажи за политическите събития в страната от този период за радио Хоризонт и Христо Ботев (програма).
- От 1992 до 1997 г. е репортер, редактор и водещ в радио „Тангра“. Оглавява отдел „Новини“.
- От 1997 г. е автор и водещ на сутрешния блок в радио „Витоша“. От 1999 е създател, редактор и водещ, заедно с Милена Златкова, на „Тройка на разсъмване“.

## Телевизионни участия
- 2006 – автор и водещ, съвместно с Милена Златкова, Тодор Милиев, Мария Силвестър и Мондьо, в следобедното предаване на ТВ 7 „Тройка по никое време“.
- 2007 – автор и водещ на коментарно предаване по ББТ.
- През есента на 2006 г. побеждава в дванайсет поредни седмици в телевизионното състезание „Вот на доверие“.

## Благотворителна дейност
Кирил Петров, съвместно с Милена Златкова и Тодор Милиев, е основател на инициативата „Повече българчета за България“.

## Галерия
- Кадър от филма „С деца на море“. Кирил Петров с Георги Парцалев и други деца-актьори
- Кадър от филма „Таралежите се раждат без бодли“, епизод „Подаръкът“
- Плакат на филма „Къщи без огради“
- В ролята на Алберто
- Кадър от филма „Баща ми бояджията“. Песента „Кокоша глава“